# Siasconset
Siasconset – jednostka osadnicza w Stanach Zjednoczonych, w stanie Massachusetts, w hrabstwie Nantucket, na wyspie Nantucket, nad Oceanem Atlantyckim.